# Manuel María de Arjona
Manuel María de Arjona (Sevilla, 12 de juny de 1761-Madrid, 25 de juliol de 1820) va ser un escriptor espanyol. Va estudiar i graduar en filosofia, dret civil i canònic a la Universitat de Sevilla. Va estar molt instruït en idiomes, el seu talent li va obrir les portes de molts centres literaris, de fet va llegir gran part dels seus versos a l'Acadèmia de les Lletres Humanes. Va ser doctoral de la capella de San Fernando de Sevilla, va acompanyar el futur cardenal Dameto a Roma, on Pius VI el va nomenar capellà supernumerari secret. Va deixar escrita la Historia de la Iglesia Bética i algunes memòries sobre humanitats i història.